# چتر سنت پیتر (فیلم ۱۹۱۷)
چتر سنت پیتر (انگلیسی: St. Peter's Umbrella) یک فیلم صامت درام مجارستانی به کارگردانی الکساندر کوردا است که در سال ۱۹۱۷ منتشر شد. از بازیگران آن می‌توان به کاروی لایتایی، ویکتور وارکونی، ایتسا فون لنکفی، چارلز پافی و مارچا شیمون اشاره کرد.